# Arte y Cinematografía
Arte y Cinematografia, publicada entre 1910 i 1936, va ser la primera revista cinematogràfica de Catalunya i de l'Estat Espanyol.
Va ser fundada per J. Firmat Noguera, dirigida primer per Josep Solà, el 1912 A. Ginestà va passar a ser director literari, i a partir de 1921 J. Freixes va ser el director artístic. Va ser un referent del comerç i la indústria cinematogràfica de l'època, publicant-se primer quinzenalment i després mensualment. També va editar tres números especials dedicats al 25è aniversari de la invenció del cinema (1920), a la producció nacional i el Madrid cinematogràfic (1926) i al 25è aniversari de la revista (1936).
Van ser col·laboradors de la revista: A. Pérez de la Mota, Manuel Vidal Españó, G. Giménez Botey, A. Tramullas, A. Furnó, Ruiz Margarit, S. de Togores, J. Biosca, C. Martel, J. Ardid, i F. i A.P.Requena.
Alguns dels números es poden consultar en línia a través del repositori de la Filmoteca de Catalunya.

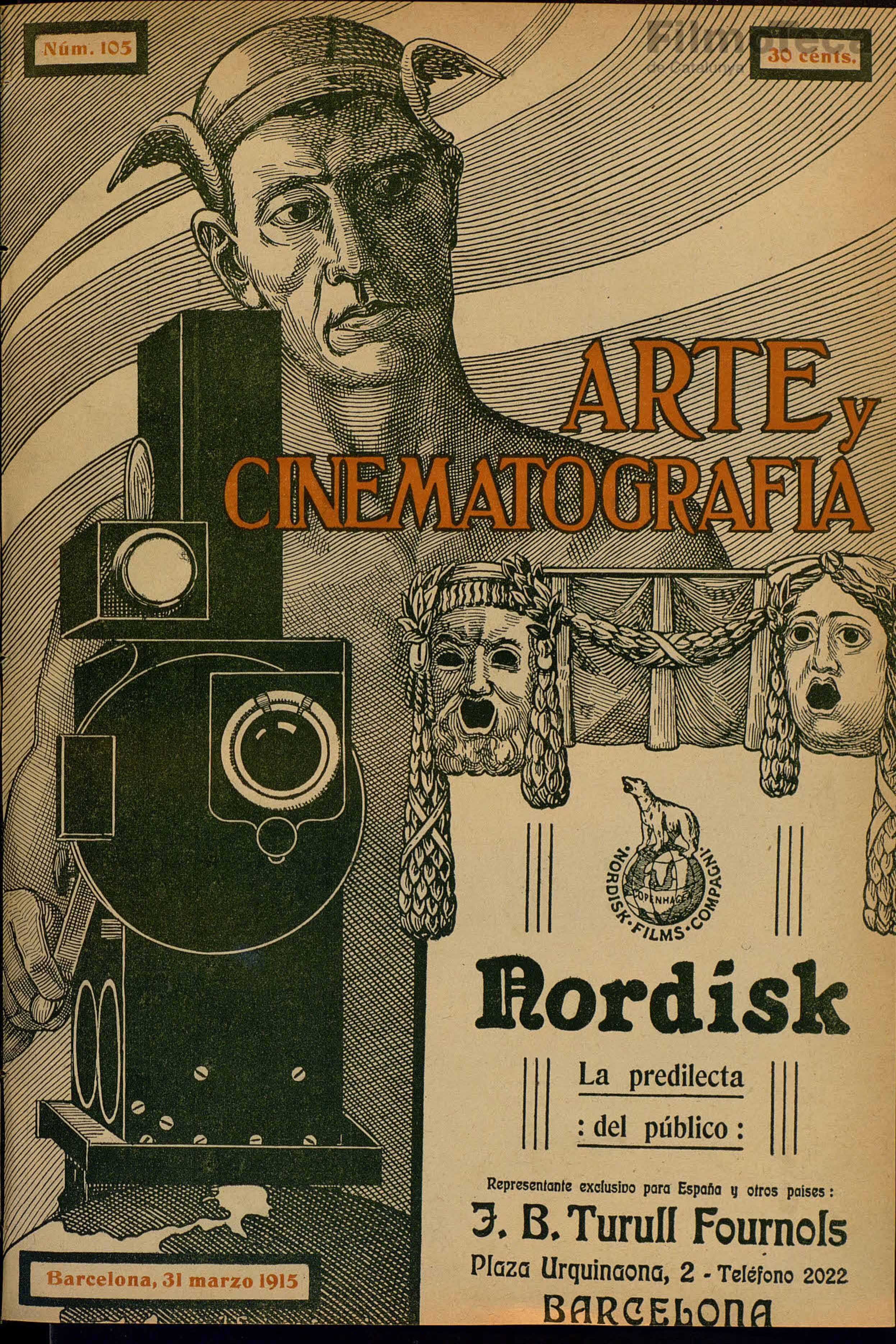
[http://repositori.filmoteca.cat/handle/11091/9172 Arte y Cinematografía, núm. 105. 31/03/1915